# Paolina di Württemberg (Duchessa consorte di Nassau)
Paolina di Württemberg, nome completo Pauline Friederike Marie von Württemberg (Stoccarda, 25 febbraio 1810 – Wiesbaden, 7 luglio 1856), nata principessa di Württemberg, divenne duchessa di Nassau come consorte del duca Guglielmo.

## Biografia

### Infanzia

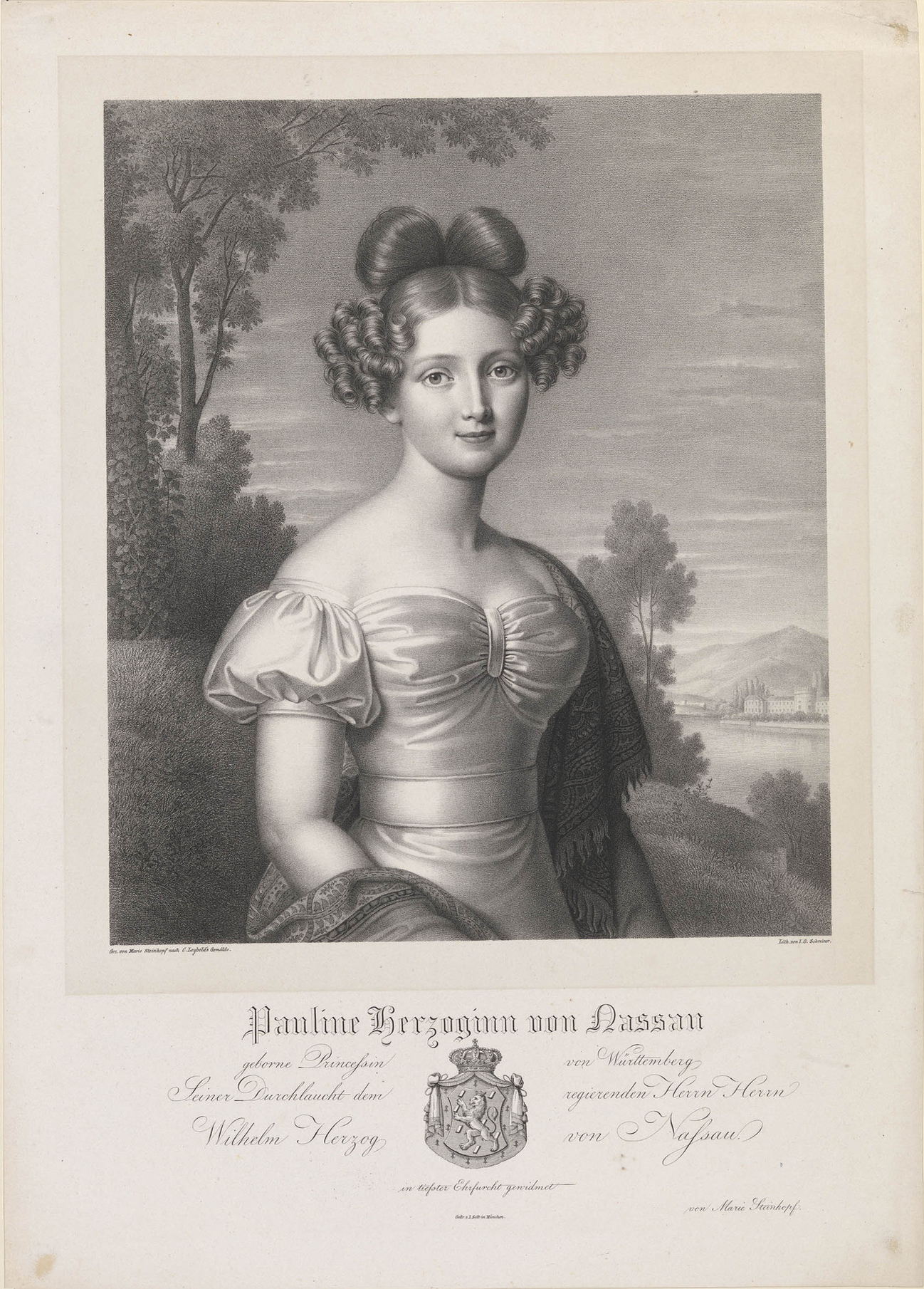
Paolina in giovane età

Paolina era figlia del principe Paolo Federico di Württemberg e della principessa Carlotta di Sassonia-Hildburghausen.

### Matrimonio

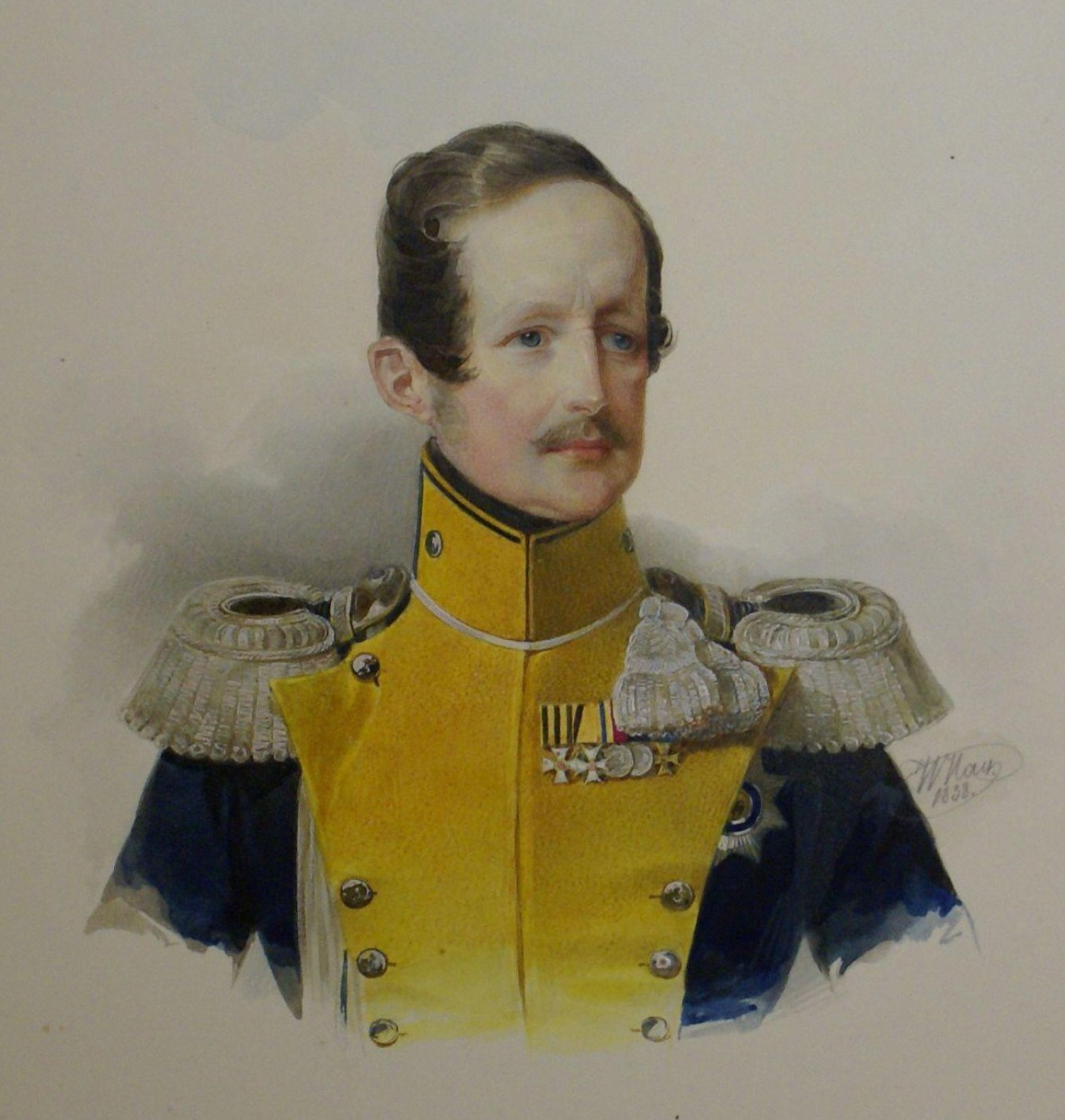
Guglielmo di Nassau ritratto da Waldemar Hau

Il 23 aprile del 1829 Paolina diventò la seconda moglie del duca Guglielmo di Nassau (1792-1829), figlio maggiore del principe Federico Guglielmo di Nassau-Weilburg e di sua moglie, Luisa Isabella di Kirchberg.

### Morte

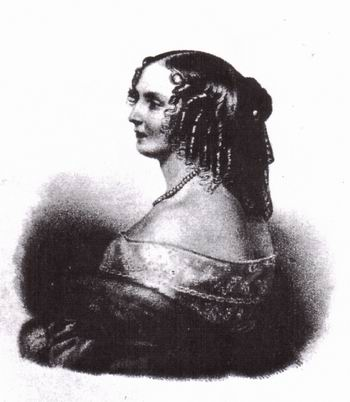
Paolina del Württemberg

Paolina morì il 7 luglio 1856 a Wiesbaden, in Assia.

## Discendenza
Dal matrimonio tra Paolina e Guglielmo di Nassau nacquero quattro figli:
- una figlia nata il 27 aprile e morta il 28 aprile del 1830;
- Elena, nata il 12 aprile del 1831 e morta il 27 ottobre del 1880, sposò il principe Giorgio Vittorio di Waldeck e Pyrmont;
- Nicola Guglielmo, nato il 20 settembre del 1832 e morto il 17 settembre del 1905, sposò morganaticamente Natal'ja Aleksandrovna Puškina, contessa di Merenberg, figlia di Aleksandr Sergeevič Puškin e di sua moglie Natal'ja Gončarova;
- Sofia, nata il 9 luglio del 1836 e morta il 30 dicembre del 1913, sposò il re Oscar II di Svezia.

## Ascendenza
|                                        |                                                     |                                                          | Genitori                                                   |  |  | Nonni |  |  | Bisnonni                              |  |  | Trisnonni                             |  |
|                                        |                                                     |                                                          |                                                            |  |  |       |  |  | 8. Federico II Eugenio di Württemberg |  |  | 16. Carlo I Alessandro di Württemberg |  |
|                                        |                                                     |                                                          |                                                            |  |  |       |  |  | 8. Federico II Eugenio di Württemberg |  |  | 16. Carlo I Alessandro di Württemberg |  |
|                                        |                                                     | 17. Maria Augusta di Thurn und Taxis                     |                                                            |  |  |       |  |  | 8. Federico II Eugenio di Württemberg |  |  |                                       |  |
| 4. Federico I di Württemberg           |                                                     |                                                          |                                                            |  |  |       |  |  | 8. Federico II Eugenio di Württemberg |  |  |                                       |  |
|                                        |                                                     | 9. Federica Dorotea di Brandeburgo-Schwedt               | 18. Federico Guglielmo di Brandeburgo-Schwedt              |  |  |       |  |  |                                       |  |  |                                       |  |
|                                        |                                                     | 9. Federica Dorotea di Brandeburgo-Schwedt               | 18. Federico Guglielmo di Brandeburgo-Schwedt              |  |  |       |  |  |                                       |  |  |                                       |  |
|                                        |                                                     | 9. Federica Dorotea di Brandeburgo-Schwedt               | 19. Sofia Dorotea di Prussia                               |  |  |       |  |  |                                       |  |  |                                       |  |
| 2. Paolo Federico di Württemberg       |                                                     | 9. Federica Dorotea di Brandeburgo-Schwedt               |                                                            |  |  |       |  |  |                                       |  |  |                                       |  |
|                                        |                                                     | 10. Carlo Guglielmo Ferdinando di Brunswick-Wolfenbüttel | 20. Carlo I di Brunswick-Wolfenbüttel                      |  |  |       |  |  |                                       |  |  |                                       |  |
|                                        |                                                     | 10. Carlo Guglielmo Ferdinando di Brunswick-Wolfenbüttel | 20. Carlo I di Brunswick-Wolfenbüttel                      |  |  |       |  |  |                                       |  |  |                                       |  |
|                                        |                                                     | 10. Carlo Guglielmo Ferdinando di Brunswick-Wolfenbüttel | 21. Filippina Carlotta di Prussia                          |  |  |       |  |  |                                       |  |  |                                       |  |
| 5. Augusta di Brunswick-Wolfenbüttel   |                                                     | 10. Carlo Guglielmo Ferdinando di Brunswick-Wolfenbüttel |                                                            |  |  |       |  |  |                                       |  |  |                                       |  |
|                                        |                                                     | 11. Augusta di Hannover                                  | 22. Federico, principe del Galles                          |  |  |       |  |  |                                       |  |  |                                       |  |
|                                        |                                                     | 11. Augusta di Hannover                                  | 22. Federico, principe del Galles                          |  |  |       |  |  |                                       |  |  |                                       |  |
|                                        |                                                     | 11. Augusta di Hannover                                  | 23. Augusta di Sassonia-Gotha-Altenburg                    |  |  |       |  |  |                                       |  |  |                                       |  |
| 1. Paolina di Württemberg              |                                                     | 11. Augusta di Hannover                                  |                                                            |  |  |       |  |  |                                       |  |  |                                       |  |
|                                        | 12. Ernesto Federico III di Sassonia-Hildburghausen | 24. Ernesto Federico II di Sassonia-Hildburghausen       |                                                            |  |  |       |  |  |                                       |  |  |                                       |  |
|                                        | 12. Ernesto Federico III di Sassonia-Hildburghausen | 24. Ernesto Federico II di Sassonia-Hildburghausen       |                                                            |  |  |       |  |  |                                       |  |  |                                       |  |
|                                        | 12. Ernesto Federico III di Sassonia-Hildburghausen | 25. Carolina di Erbach-Fürstenau                         |                                                            |  |  |       |  |  |                                       |  |  |                                       |  |
| 6. Federico di Sassonia-Altenburg      | 12. Ernesto Federico III di Sassonia-Hildburghausen |                                                          |                                                            |  |  |       |  |  |                                       |  |  |                                       |  |
|                                        |                                                     | 13. Ernestina Augusta di Sassonia-Weimar                 | 26. Ernesto Augusto I di Sassonia-Weimar                   |  |  |       |  |  |                                       |  |  |                                       |  |
|                                        |                                                     | 13. Ernestina Augusta di Sassonia-Weimar                 | 26. Ernesto Augusto I di Sassonia-Weimar                   |  |  |       |  |  |                                       |  |  |                                       |  |
|                                        |                                                     | 13. Ernestina Augusta di Sassonia-Weimar                 | 27. Sofia Carlotta di Brandeburgo-Bayreuth                 |  |  |       |  |  |                                       |  |  |                                       |  |
| 3. Carlotta di Sassonia-Hildburghausen |                                                     | 13. Ernestina Augusta di Sassonia-Weimar                 |                                                            |  |  |       |  |  |                                       |  |  |                                       |  |
|                                        |                                                     | 14. Carlo II di Meclemburgo-Strelitz                     | 28. Carlo Ludovico Federico di Meclemburgo-Strelitz        |  |  |       |  |  |                                       |  |  |                                       |  |
|                                        |                                                     | 14. Carlo II di Meclemburgo-Strelitz                     | 28. Carlo Ludovico Federico di Meclemburgo-Strelitz        |  |  |       |  |  |                                       |  |  |                                       |  |
|                                        |                                                     | 14. Carlo II di Meclemburgo-Strelitz                     | 29. Elisabetta Albertina di Sassonia-Hildburghausen        |  |  |       |  |  |                                       |  |  |                                       |  |
| 7. Carlotta di Meclemburgo-Strelitz    |                                                     | 14. Carlo II di Meclemburgo-Strelitz                     |                                                            |  |  |       |  |  |                                       |  |  |                                       |  |
|                                        |                                                     | 15. Federica d'Assia-Darmstadt                           | 30. Giorgio Guglielmo d'Assia-Darmstadt                    |  |  |       |  |  |                                       |  |  |                                       |  |
|                                        |                                                     | 15. Federica d'Assia-Darmstadt                           | 30. Giorgio Guglielmo d'Assia-Darmstadt                    |  |  |       |  |  |                                       |  |  |                                       |  |
|                                        |                                                     | 15. Federica d'Assia-Darmstadt                           | 31. Maria Luisa Albertina di Leiningen-Dagsburg-Falkenburg |  |  |       |  |  |                                       |  |  |                                       |  |
|                                        |                                                     | 15. Federica d'Assia-Darmstadt                           |                                                            |  |  |       |  |  |                                       |  |  |                                       |  |

## Titoli e trattamento
- 25 febbraio 1810 – 23 aprile 1829: Sua Altezza Reale, la principessa Paolina di Württemberg
- 23 aprile 1829 – 30 agosto 1839: Sua Altezza Reale, la Duchessa di Nassau
- 30 agosto 1839 – 7 luglio 1856: Sua Altezza Reale, la Duchessa Vedova di Nassau